# John O’Byrne
John O’Byrne (* 24. April 1884 in Carlow, Irland; † 14. Januar 1954) war ein irischer Rechtsanwalt, zweiter Generalstaatsanwalt Irlands sowie Richter am High Court und am Supreme Court.

## Biografie
O’Byrne studierte nach dem Schulbesuch Geisteswissenschaften am University College Dublin (damals noch The Royal University) und schloss dort mit dem Bachelor 1907 ab. Seinen Master machte er 1908. Zum Rechtsanwalt (Barrister) wurde er 1911 am King’s Inns zugelassen. 1922 kandidierte er im Wahlkreis Wexford für die Sinn Féin (bzw. für den Flügel der Sinn Féin, die den anglo-Irischen Vertrag unterstützte) für den Dáil Éireann ohne Erfolg.
Am 7. Dezember 1922 wurde er zum ersten Generalstaatsanwalt (Attorney General) des Irischen Freistaates ernannt. Als solcher war er maßgeblich an der Schaffung des Gerichtswesens in Irland beteiligt. Zusätzlich wurde er als Kandidat der Cumann na nGaedheal zum Abgeordneten (Teachta Dála) des Unterhauses (Dáil Éireann) gewählt und vertrat dort den Wahlkreis Dublin South. Er wurde noch im gleichen Jahr in die Kommission zur Ausarbeitung der Verfassung für den Irischen Freistaat berufen. 1923 wurde er in die Kommission zur Erarbeitung eines Justizsystems berufen. 1924 wurde er zum King’s Counsel (er war der letzte mit diesem Titel, der nachfolgend Senior Counsel benannt wurde) ernannt.
Taoiseach William Thomas Cosgrave ernannte ihn am 11. Juni 1924 zum zweiten Attorney General of Ireland. Am 11. Januar 1926 wurde er dann zum Richter am High Court ernannt. Zum Richter am Supreme Court wurde er am 17. Mai 1940 ernannt und blieb dort bis zu seinem Tod.
Mit seiner Frau Marjorie McGuire war er seit 1924 verheiratet und hatte fünf Kinder. Sein Sohn Paddy (1929–2013), der auch zunächst als Rechtsanwalt tätig war, erlangte Bekanntheit als Radiopersönlichkeit in Johannesburg und Kapstadt (Südafrika).
Seine Witwe Marjorie erlangte Bekanntheit, weil sie nach seinem Tod die Besteuerung des Richtereinkommens für verfassungswidrig hielt. Der Rechtsstreit wurde (mit knapper 3-zu-2-Mehrheit) vom Supreme Court mit der Entscheidung beantwortet, dass die Einkommensteuer auf das Richtergehalt kein Eingriff in die richterliche Unabhängigkeit sei.